# Салмон (река)
Салмон (енгл. Salmon River) је река која протиче кроз САД. Дуга је 684 km. Протиче кроз америчку савезну државу Ајдахо. Улива се у Снејк.